# Французская оккупация Москвы

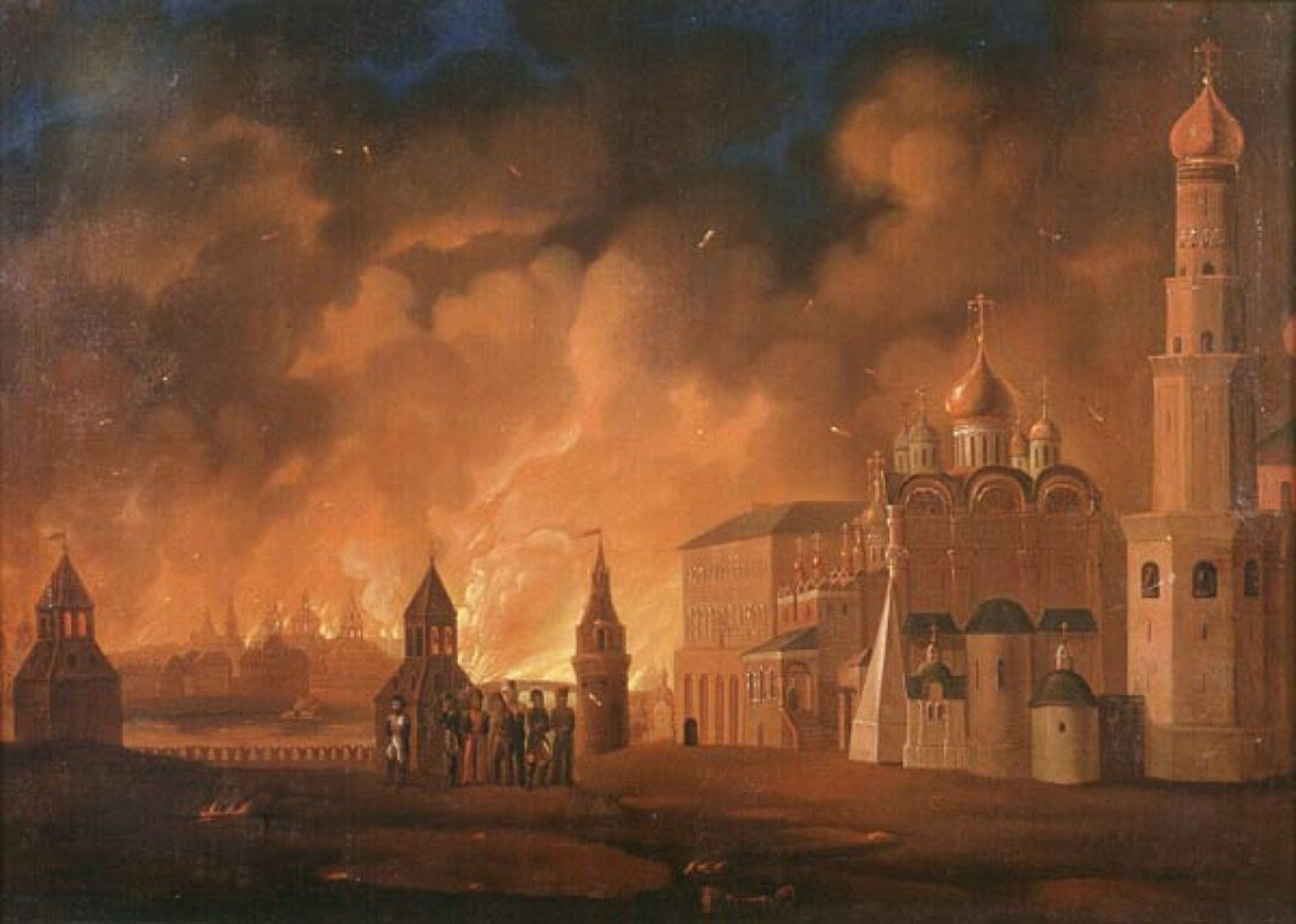
Пожар Москвы на полотне А. Ф. Смирнова (1813)

Оккупа́ция Москвы́ великой армией под командованием императора Наполеона I продолжалась чуть больше месяца, со 2 (14) сентября по 8 (20) октября 1812 года и стала переломным моментом Отечественной войны 1812 года.
За время оккупации город был разграблен и опустошён пожаром, причины которого вызывают споры у историков. В последний раз перед этим Москва была занята иностранными войсками ровно за 200 лет до этого.

## Предыстория
После Бородинского сражения, в котором русская армия понесла тяжёлые потери, главнокомандующий Кутузов приказал 27 августа (8 сентября) 1812 года отступить по направлению к Москве на Можайск с твёрдым намерением сохранить армию.
Днём 1 (13) сентября 1812 года в подмосковной деревне Фили состоялся военный совет о плане дальнейших действий. Несмотря на то что большинство генералов, и в первую очередь генерал Беннигсен, высказалось за то, чтобы дать Наполеону новое генеральное сражение у стен Москвы, Кутузов, исходя из главной задачи — сохранения армии,— оборвал заседание военного совета и приказал отступать, сдав Москву французам.
Оценив тяжёлое и опасное положение растянувшийся по Москве русской армии, обременённой большим числом раненых и многочисленными обозами, а также не имея возможности долго удерживать неприятеля на её подступах, командующий русским арьергардом генерал от инфантерии М. А. Милорадович решил вступить в переговоры с командующим французским авангардом маршалом И. Мюратом. С этой целью Милорадович послал к Мюрату штабс-ротмистра лейб-гвардии Гусарского полка Ф. В. Акинфова с запиской за подписью дежурного генерала Главного штаба русской армии полковника П. С. Кайсарова, в которой говорилось: «Оставленные в Москве раненые поручаются гуманности французских войск». На словах же Милорадович велел от его имени передать Мюрату, что
Если французы хотят занять Москву целою, то должны, не наступая сильно, дать нам спокойно выйти из неё с артиллериею и обозом; иначе генерал Милорадович перед Москвою и в Москве будет драться до последнего человека и, вместо Москвы, оставит развалины.
В задачу Акинфова также входило как можно дольше оставаться в стане неприятеля, чтобы выиграть время.
Утром 2 (14) сентября Акинфов с трубачом из конвоя Милорадовича подъехал к неприятельской передовой цепи как раз в то время, когда возобновилась стрельба и Мюрат уже отдал своей коннице приказ атаковать русские позиции. Полковник 1-го конно-егерского полка К. Л. Э. де Вильнёв, выехавший в цепь по сигналу трубача, препроводил Акинфова к командиру 2-го кавалерийского корпуса генералу О. Ф. Б. Себастьяни. Последний предложил сам передать письмо Мюрату, однако Акинфов заявил, что ему поручено не только лично вручить письмо неаполитанскому королю, но и передать кое-что ему на словах. Тогда Себастьяни всё-таки распорядился препроводить русских парламентёров к Мюрату.
Прочитав записку, Мюрат возразил: «Напрасно поручать больных и раненых великодушию французских войск; французы в пленных неприятелях не видят уже врагов». В ответ же на требование Милорадовича, он сказал, что наступление может быть остановлено только после соответствующего на то приказа самого Наполеона, после чего дал указание своему адъютанту проводить Акинфова к французскому императору. Однако, когда Акинфов с трубачом проехали около 200 шагов, Мюрат неожиданно распорядился вернуть русских парламентёров и заявил Акинфову, что, «желая сохранить Москву», он принимает условия Милорадовича и будет продвигаться «так тихо», как угодно русским, но с тем условием, чтобы французские войска могли занять город в тот же день. Кроме этого, во время диалога Мюрат попросил Акинфова как уроженца Москвы уговорить жителей города сохранять спокойствие, гарантируя, что им не будет причинено никакого вреда и не будет взята ни малейшая контрибуция.
Французская армия начала входить в Москву 2 (14) сентября во второй половине дня, по сути, идя по пятам покидающей её русской армии. Случалось, что кавалерия из французского авангарда смешивалась с казаками русского арьергарда, при этом не только не проявляя друг к другу враждебных отношений, но и порой демонстрируя взаимное уважение.

## Вход французов в Москву
2 (14) сентября 1812 год во вторник в 2 часа дня Наполеон прибыл на Поклонную гору, отстоявшую от Москвы (в её границах на 1812 год) на расстоянии 3 вёрст. Там по распоряжению неаполитанского короля Мюрата был построен в боевой порядок авангард французских войск. Здесь Наполеон в течение получаса ожидал, а затем, не увидев со стороны Москвы никаких действий противника, приказал выстрелом из пушки дать сигнал к дальнейшему движению французских войск на Москву. Конница и артиллерия на лошадях скакали во весь опор, а пехота бежала. Достигнув приблизительно через четверть часа Дорогомиловской заставы, Наполеон спешился у Камер-Коллежского вала и начал расхаживать взад и вперёд, ожидая из Москвы делегации или выноса городских ключей. Пехота и артиллерия под музыку стала входить в город.

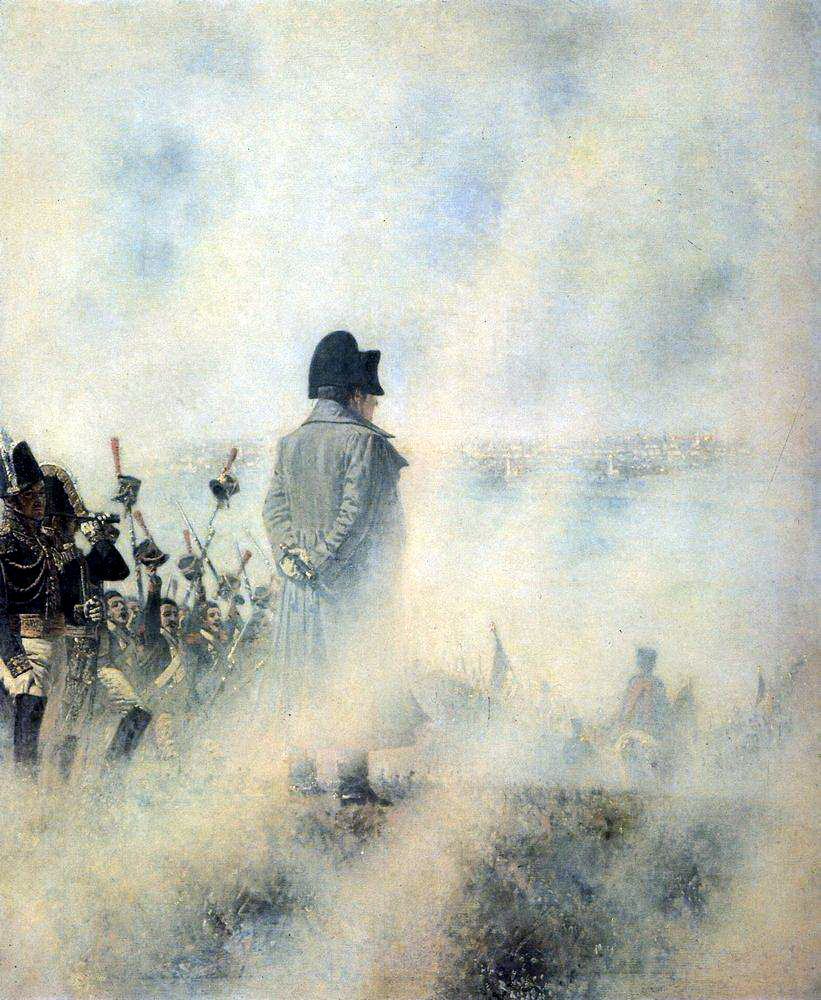
Перед Москвою. Ожидание депутации бояр. Наполеон на Поклонной горе.
Верещагин (1891—1892)

Примерно через десять минут ожидания к Наполеону подошёл молодой человек в синей шинели и круглой шляпе и, поговорив несколько минут с Наполеоном, вошёл в заставу. По мнению очевидца Ф. И. Корбелецкого, этот молодой человек сообщил французскому императору, что российская армия и жители покинули город. Это известие, распространившееся среди французов, сначала вызвало у них недоумение, которое с течением времени переросло в уныние и огорчение. Вышел из равновесия и Наполеон.
В это время подходившие французские войска стали разделяться перед подходом к Дорогомиловской заставе на две части и обходить вдоль Камер-Коллежского вала Москву справа и слева, чтобы вступать в город через другие заставы.
Через час, придя в себя, Наполеон сел на лошадь и въехал в Москву. За ним последовала конница, до этого не вступавшая в Москву. Проехав Дорогомиловскую Ямскую слободу и достигнув берега Москвы-реки, Наполеон остановился. В это время авангард переправился за Москву-реку, пехота и артиллерия стали переходить реку по мосту, а конница стала переправляться вброд. После переправы через реку армия стала разбиваться на мелкие отряды, занимая караулы по берегу реки, по главным улицам и переулкам города.

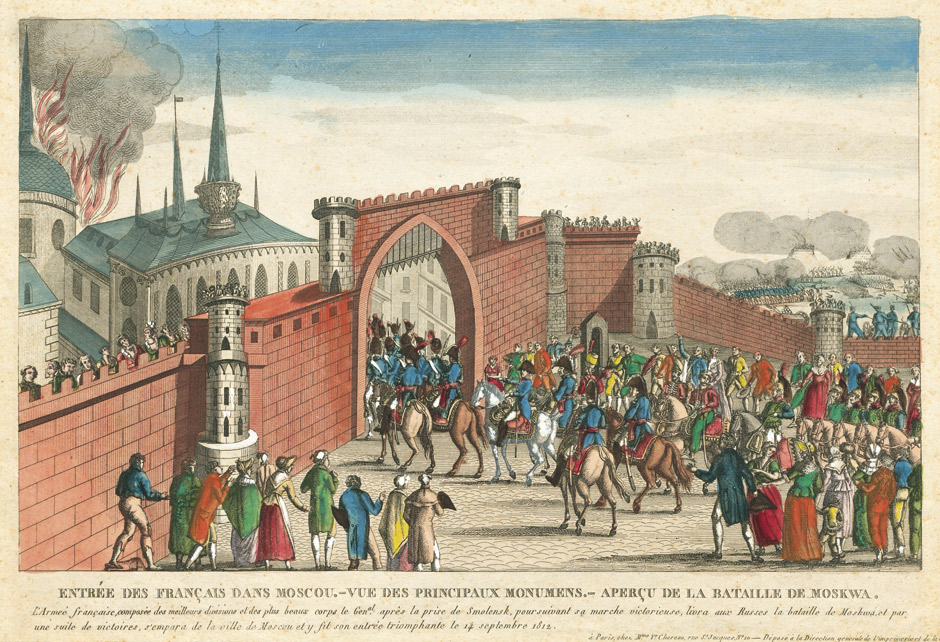
Вступление французов в Москву. Французский лубок

Улицы города были пустынны. Перед Наполеоном на расстоянии ста саженей ехали два эскадрона конной гвардии. Свита Наполеона была весьма многочисленной. Бросалась в глаза разница между пестротой и богатством убранства мундиров окружавших Наполеона людей и простотой убранства мундира самого императора. На Арбате Наполеон увидел только содержателя аптеки с семьёй и раненого французского генерала, находившегося у них на постое.
Достигнув Боровицких ворот Кремля, Наполеон, глядя на кремлёвские стены, сказал с насмешкой: «Voilà de fières murailles!» Обер-шталмейстер Арман де Коленкур, находившийся при особе императора, писал:

В Кремле, точно так же как и в большинстве частных особняков, всё находилось на месте: даже часы шли, словно владельцы оставались дома. Город без жителей был объят мрачным молчанием. В течение всего нашего длительного переезда мы не встретили ни одного местного жителя; армия занимала позиции в окрестностях; некоторые корпуса были размещены в казармах. В три часа император сел на лошадь, объехал Кремль, был в Воспитательном доме, посетил два важнейших моста и возвратился в Кремль, где он устроился в парадных покоях императора Александра.

Впоследствии, как писали современники тех событий, видя ненависть и пренебрежение к себе со стороны и русского правительства, и русского народа, решивших лучше уступить ему древнюю свою столицу, чем преклониться перед ним, Наполеон приказал, при доставлении в Кремль съестных припасов, вместо лошадей употреблять для этого русских обоего пола, не разбирая ни состояния, ни лет. По оценке историка А. Мартина, москвичи в целом, однако, предпочли не принимать оккупацию, а бежать из города. К началу 1812 года, по данным полиции, в Москве насчитывалось 270 184 жителя. Во время оккупации, согласно её отчёту, в столице оставалось всего около 6200 мирных жителей, то есть 2,3 % от довоенного населения города. По мнению В. Н. Земцова в оккупированной Москве оставалось более 10 тыс. жителей. Кроме этого, в ней оставались также от 10 до 15 тыс. русских раненых и больных солдат.

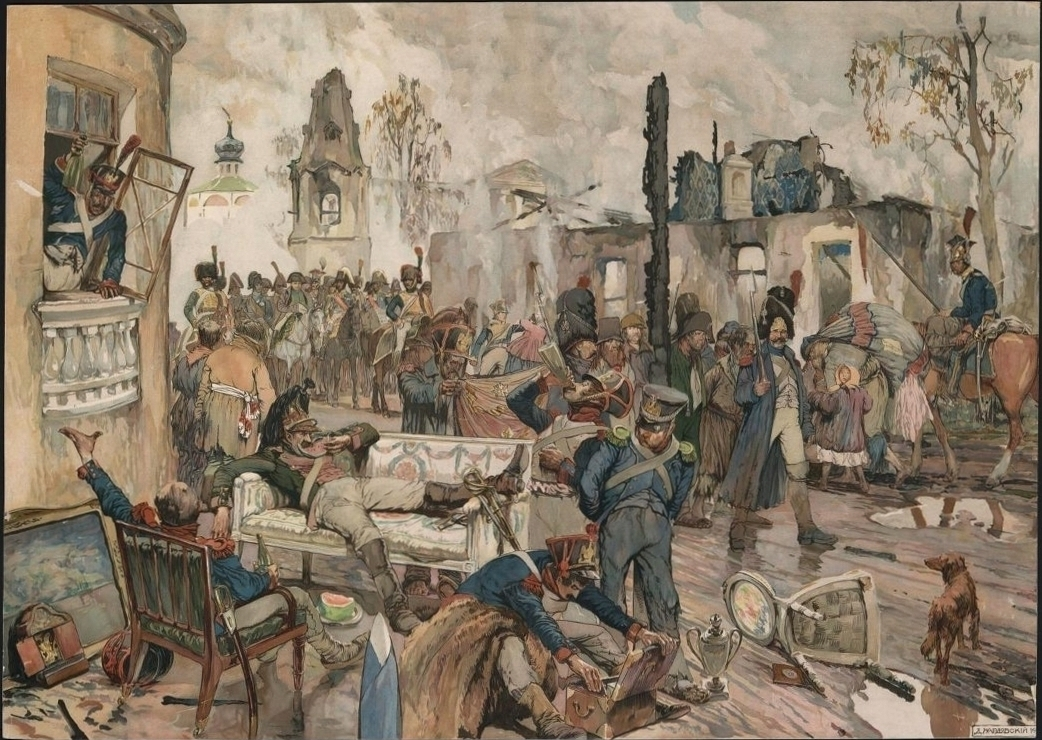
Французы в оставленной жителями Москве в сентябре 1812 года (картина Дмитрия Кардовского)

В ходе оккупации участились случаи мародёрства со стороны французской армии и местного населения, сперва вызванные желанием поживиться (в частности, слуги и крепостные грабили хозяйские дома), впоследствии — стремлением выжить в условиях голода. Случались и убийства военными гражданского населения. Изнасилований практически не было, так как оставшиеся в городе москвички, страдая от голода, отсутствия жилья и обстановки насилия, в основном шли на контакт с военными добровольно. Собственно французы часто рассматривались местным населением как наименее склонная к пьянству и грабежам часть наполеоновской армии, в отличие от представителей других этносов. По мнению ряда москвичей, французское командование пыталось бороться с нарушениями армейской дисциплины, хоть и не преуспело в этом. Однако под влиянием правительственной пропаганды, изображавшей французов безбожниками, и известий об осквернении местных святынь местное население иногда называло французов «язычниками» или даже «басурманами».

## Московский пожар

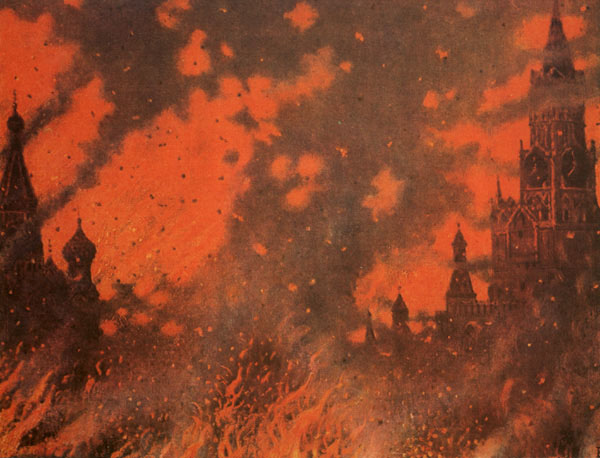
Горящий Кремль

В момент входа французов в Москву 2 (14) сентября 1812 года в разных местах города осуществлялись поджоги. Французы были уверены, что Москва поджигается по приказанию московского губернатора — графа Ростопчина.
В ночь с 3 (15) сентября на 4 (16) сентября поднялся сильнейший ветер, продолжавшийся, не ослабевая, больше суток. Пламя пожара охватило центр близ Кремля, Замоскворечье, Солянку, огонь охватил почти одновременно самые отдалённые друг от друга места города. Пожар бушевал до 6 (18) сентября и уничтожил большую часть Москвы.
До 400 горожан из низших сословий были расстреляны французским военно-полевым судом по подозрению в поджогах.
На Наполеона пожар произвёл мрачное впечатление. По свидетельствам очевидца, он говорил: «Какое ужасное зрелище! Это они сами! Столько дворцов! Какое невероятное решение! Что за люди! Это скифы!»
К ночи 4 (16) сентября пожар усилился настолько, что рано утром 5 (17) сентября Наполеон был вынужден покинуть Кремль, переехав в Петровский путевой дворец. Граф Сегюр писал:

«Мы были окружены целым морем пламени; оно угрожало всем воротам, ведущим из Кремля. Первые попытки выйти из него были неудачны. Наконец найден был под горой выход к Москве-реке. Наполеон вышел через него из Кремля со своей свитой и старой гвардией. Подойдя ближе к пожару, мы не решались войти в эти волны огненного моря. Те, которые успели несколько познакомиться с городом, не узнавали улиц, исчезавших в дыму и развалинах. Однако же надо было решиться на что-нибудь, так как с каждым мгновением пожар усиливался всё более и более вокруг нас. Сильный жар жёг наши глаза, но мы не могли закрыть их и должны были пристально смотреть вперёд. Удушливый воздух, горячий пепел и вырывавшееся отовсюду пламя спирали наше дыхание, короткое, сухое, стеснённое и подавляемое дымом. Мы обжигали руки, стараясь защитить лицо от страшного жара, и сбрасывали с себя искры, осыпавшие и прожигавшие платье».

Наполеон со свитой проехал по горящему Арбату до Москвы-реки, далее, как писал академик Тарле, он двигался относительно безопасным маршрутом вдоль её берега.

## Пребывание Наполеона в Москве

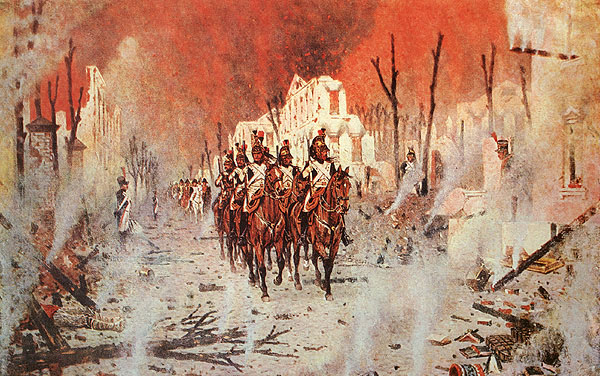
Возвращение Наполеона в Кремль из Петровского дворца

6 (18) сентября Наполеон вернулся в Кремль. Из Москвы он продолжал управлять своей империей: подписывал декреты, указы, назначения, перемещения, награды, увольнения чиновников и сановников. После своего возвращения в Кремль французский император принял решение, о чём он заявил во всеуслышание, остаться на зимних квартирах в Москве, которая, как он полагал в тот момент, даже в её нынешнем состоянии даёт ему больше приспособленных зданий, больше ресурсов и больше средств, чем всякое другое место. Он приказал в соответствии с этим привести Кремль и монастыри, окружающие город, в состояние, пригодное для обороны, а также приказал произвести рекогносцировку окрестностей Москвы, чтобы разработать систему обороны в зимнее время.

Для управления городом в доме канцлера Н. П. Румянцева на Маросейке, 17 был открыт орган самоуправления — Московский муниципалитет. Интендант Бартелеми де Лессепс поручил местному купцу Дюлону подобрать его членов из числа оставшегося в городе мещанства и купечества. В течение 30 дней своей деятельности муниципалитет из 25 человек занимался поиском продовольствия в окрестностях города, помощью неимущим, спасением горящих храмов. Поскольку члены муниципалитета работали в нём подневольно, после ухода Наполеона из города почти никто из них не понёс наказания за коллаборационизм. 

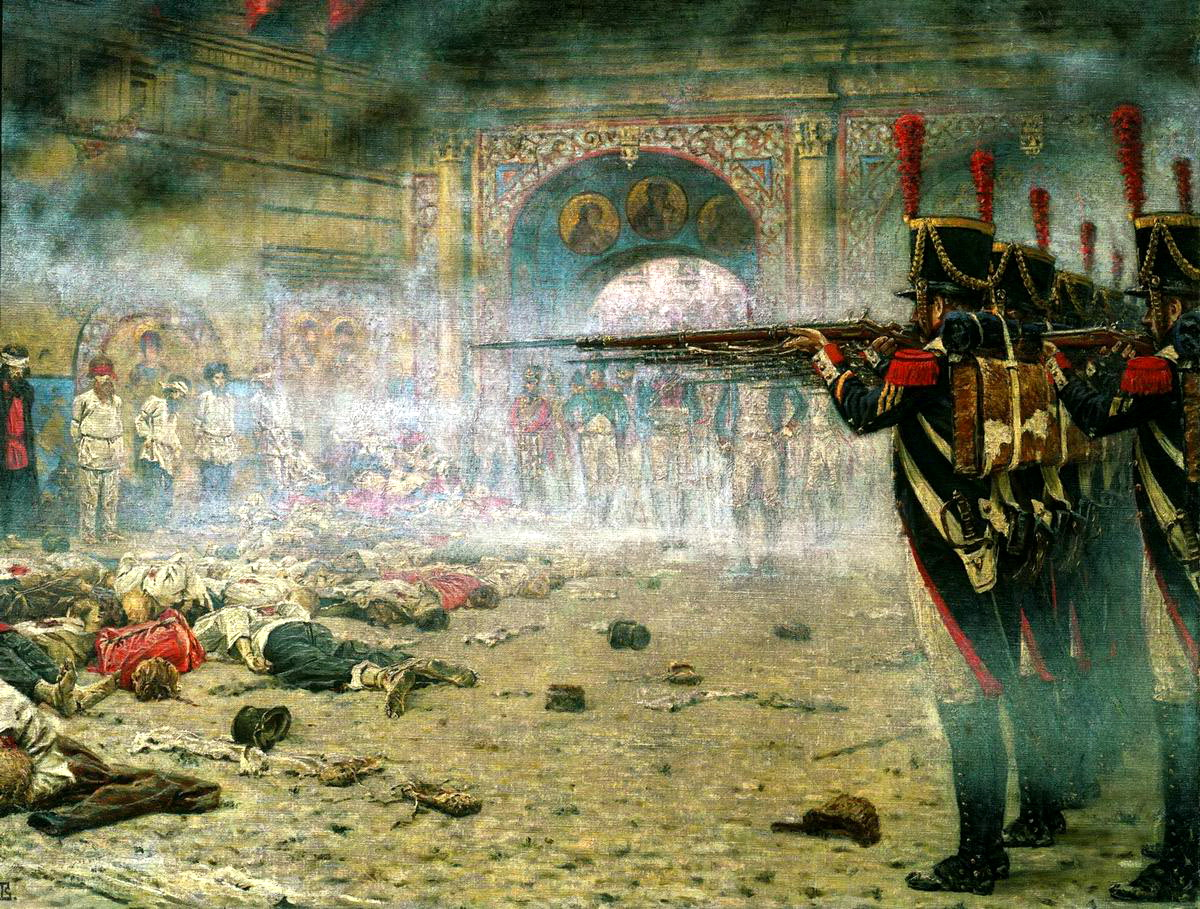
Расстрел поджигателей Москвы французами. Верещагин (1898)

Для обеспечения порядка в городе 12 октября 1812 года французы создали муниципальную полицию — фр. police génèral.
21 сентября Наполеон распределил свои войска по Москве следующим образом: 
- I корпус (Даву) — юг и юго-запад города;
- III корпус (Нея) — восток города;
- IV корпус (Богарнэ) — север и северо-запад города;
- Гвардия — центр (включая Кремль).

Сам Наполеон почти каждый день объезжал верхом различные районы города и посещал окружающие его монастыри. В том числе Наполеон посетил Воспитательный дом и беседовал с его начальником генерал-майором Тутолминым. На просьбу Тутолмина о дозволении написать рапорт о состоянии воспитанников императрице Марии Наполеон не только позволил, но вдруг неожиданно прибавил: «Я прошу вас при этом написать императору Александру, которого я уважаю по-прежнему, что я хочу мира». В тот же день, 18 сентября, Наполеон приказал пропустить через французские сторожевые посты чиновника Воспитательного дома, с которым Тутолмин послал свой рапорт в Санкт-Петербург.
Всего Наполеон сделал три попытки довести до сведения царя о своих миролюбивых намерениях, но так и не получил на них ответа. В частности он попытался передать такое предложение через богатого русского помещика Ивана Яковлева — отца Александра Герцена, который был вынужден остаться в Москве с малолетним сыном и его матерью во время занятия Москвы Наполеоном. Последнюю попытку Наполеон предпринял 4 октября, когда он послал в лагерь Кутузова (в Тарутино) маркиза Лористона, бывшего послом в России перед самой войной.
Некоторые советские историки (к примеру, Е. В. Тарле) полагали, что в качестве последнего средства воздействия на русского царя Наполеон лелеял планы освобождения от крепостной зависимости крестьян, чего больше всего опасалось русское дворянство; оккупация и сама по себе вызвала некоторый подрыв устоявшейся социальной структуры (известны случаи, когда крепостные заявляли своим помещикам, особенно собиравшимся бежать, что более не считают себя связанными обязательствами по отношению к ним).

## Святотатство

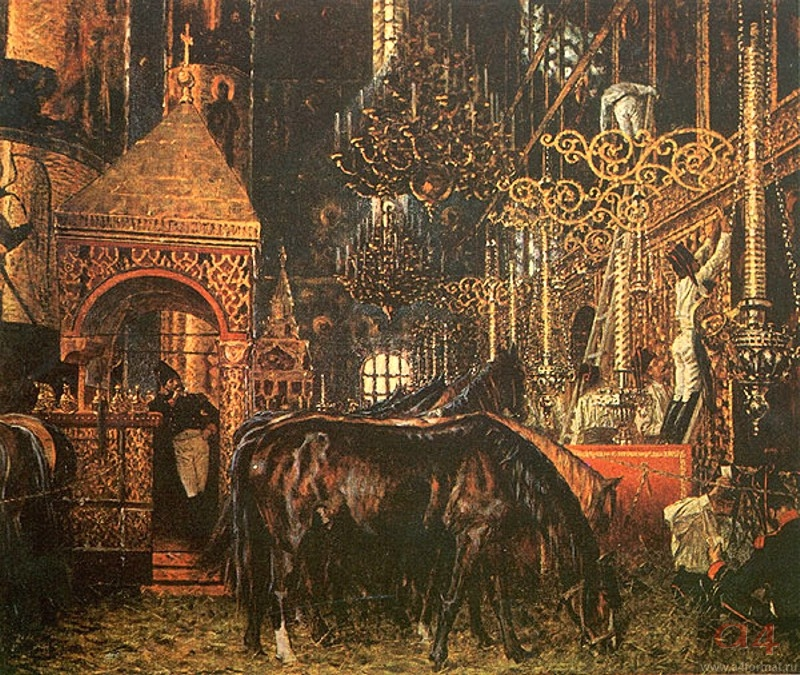
Конюшня в Успенском соборе

Во время нахождения в Москве французы особенно не церемонились с русскими святынями, в ряде храмов были устроены конюшни. Поскольку оконными рамами топили печи, под потолком зданий свили гнёзда птицы. В некоторых церквях были устроены плавильные горны для переплавки золотой и серебряной утвари. После возвращения русских Успенский собор Московского Кремля пришлось опечатать, дабы толпа не видела учинённого внутри бесчинства:

Я был охвачен ужасом, найдя теперь поставленным вверх дном безбожием разнузданной солдатчины этот почитаемый храм, который пощадило даже пламя, и убедился, что состояние, в которое он находился, необходимо было скрыть от взоров народа. Мощи святых были изуродованы, их гробницы наполнены нечистотами; украшения с гробниц сорваны. Образа, украшавшие церковь, были перепачканы и расколоты.— А. Х. Бенкендорф
Другой мемуарист отмечает, что слухи о кощунственных действиях французов в отношении православных святынь были преувеличены молвой, ибо «большая часть соборов, монастырей и церквей были превращены в гвардейские казармы» и «кроме гвардии никто не был впускаем при Наполеоне в Кремль». Наиболее почитаемые святыни удалось спрятать перед оставлением города: «В Чудове монастыре не оставалось раки св. Алексея, она была вынесена и спрятана русским благочестием, так же как мощи св. царевича Димитрия, и я нашел в гробнице его только одну хлопчатую бумагу».
А. А. Шаховской приводит единственный случай умышленного оскорбления чувств православных верующих: «в алтарь Казанского собора втащена была мёртвая лошадь и положена на место выброшенного престола».

## Оставление Наполеоном Москвы

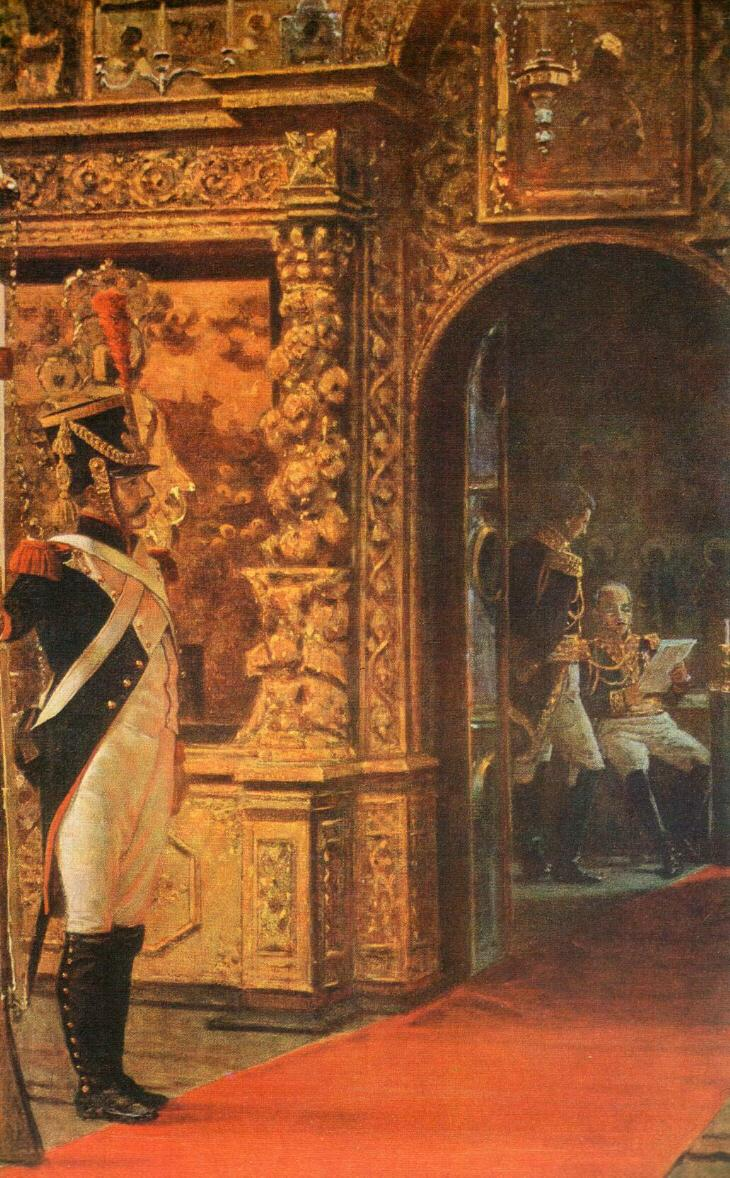
Квартира маршала Даву в Чудовом монастыре

6 (18) октября 1812 года Наполеону стала понятна бесперспективность заключения мирных соглашений с русскими и невозможность обеспечения продовольствием расквартированных в Москве и окрестностях французских войск, вследствие активного противодействия попыткам наладить снабжение французской армии как со стороны русской армии, так и со стороны гражданского населения. После этого Наполеон принял решение оставить Москву. К принятию такого решения французского императора также подтолкнула резко ухудшившаяся погода с ранними заморозками.
Причины, по которым Наполеон отказался от своих первоначальных планов провести зиму в Москве, вызывают споры среди историков. Помимо проблем с фуражировками и тёплой одеждой, беспокойство императора вызывали мародёрство и пьянство армии, её общее разложение при отсутствии реальных боевых перспектив. В таком состоянии он не мог вести бойцов на столицу империи — Санкт-Петербург.

6 (18) октября произошло столкновение части армии Кутузова с частями французской армии, которыми командовал Мюрат, стоявшими в наблюдательной позиции на реке Чернишне перед Тарутиным, где находилась ставка Кутузова. Нападение было произведено генералом Беннигсеном вопреки воле Кутузова. Это столкновение развернулось в сражение, получившее позднее название Тарутинский бой, и кончилось тем, что Мюрат был отброшен за село Спас-Купля. Этот эпизод показал Наполеону, что Кутузов после Бородина усилился, и можно было ожидать дальнейших инициатив русской армии. 

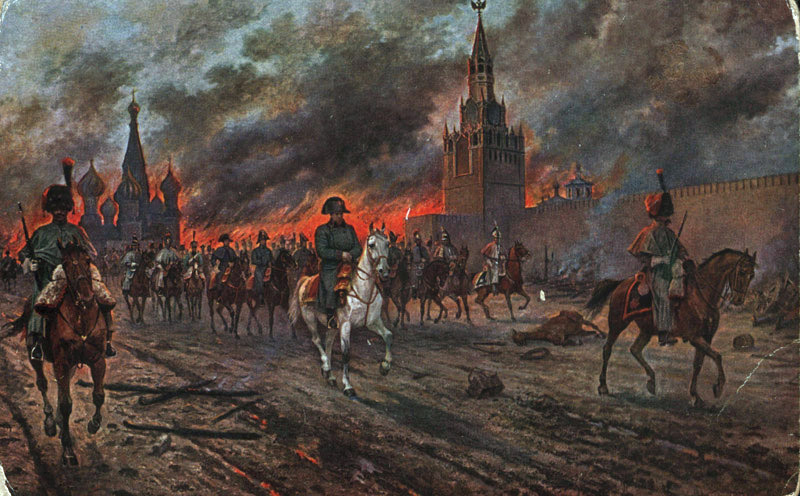
Наполеон покидает Кремль

Наполеон отдал приказ маршалу Мортье, назначенному им московским генерал-губернатором, перед окончательным уходом из Москвы поджечь магазины с вином, казармы и все публичные здания в городе, за исключением Воспитательного дома, поджечь кремлёвский дворец и положить порох под кремлёвские стены. Взрыв Кремля должен был последовать за выходом последних французских войск из города.
7 (19) октября по приказу Наполеона армия из Москвы двинулась по Старой Калужской дороге. В Москве оставался только корпус маршала Мортье. Первоначально Наполеон намеревался напасть на русскую армию и, разгромив её, попасть в неразорённые войной районы страны, чтобы обеспечить продовольствием и фуражом свои войска. Первую свою остановку на ночь Наполеон сделал в селе Троицком на берегу реки Десны. Здесь в течение нескольких дней находилась его главная квартира. Находясь здесь, он отказался от своего первоначального плана — напасть на Кутузова, так как в этом случае ему предстояло выдержать сражение, подобное Бородинскому, с ещё более неясными перспективами на победу, чем в Бородино. Но даже если бы новое сражение и кончилось для Наполеона победой, оно уже не могло изменить главного: оставления им Москвы. Наполеон предвидел впечатление, которое произведёт в Европе его уход из Москвы, и страшился этого впечатления.
Наполеон решил повернуть со Старой Калужской дороги вправо, обойти расположение русской армии, выйти на Боровскую дорогу, пройти нетронутыми войной местами по Калужской губернии на юго-запад, двигаясь к Смоленску. Он намеревался, спокойно дойдя через Малоярославец и Калугу до Смоленска, перезимовать или в Смоленске, или в Вильне, и в дальнейшем продолжить войну с Россией.

## Подрыв Кремля

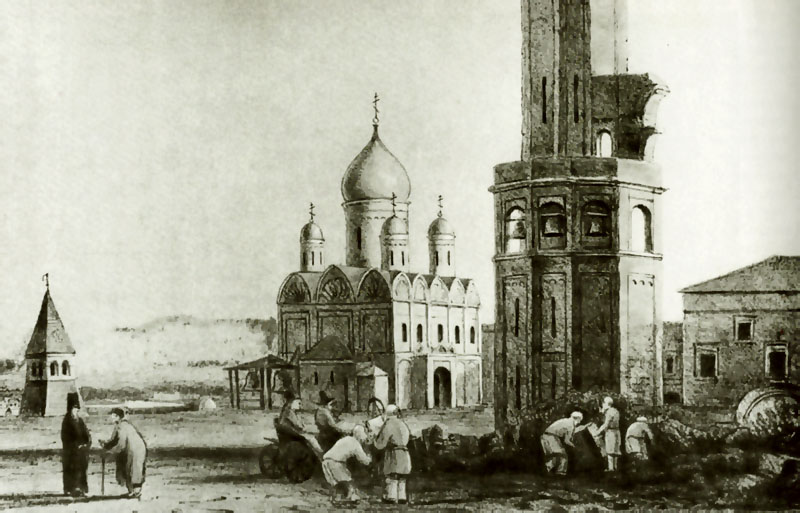
При подрыве колокольни Иван Великий от неё отвалились все позднейшие пристройки

«Я покинул Москву, приказав взорвать Кремль», — писал 10 октября Наполеон жене. Накануне вечером он послал из своей главной квартиры в селе Троицком маршалу Мортье приказ окончательно оставить Москву и немедленно присоединиться со своим корпусом к армии, а перед выступлением взорвать Кремль. Это приказание было выполнено лишь частично, так как в суматохе внезапного выступления у Мортье не хватило времени как следует заняться этим делом.  До основания была уничтожена лишь Водовзводная башня, сильно пострадали башни Никольская, 1-я Безымянная и Петровская, также кремлёвская стена и часть арсенала. От взрыва обгорела Грановитая палата.
Как не без ехидства отмечали современники, при попытке подорвать самое высокое здание Москвы, колокольню Иван Великий, сама она осталась невредимой, в отличие от позднейших пристроек:

Огромная пристройка к Ивану Великому, оторванная взрывом, обрушилась подле него и на его подножия, а он стоял так же величественно, как только что воздвигнутый Борисом Годуновым для прокормления работников в голодное время, будто насмехаясь над бесплодною яростию варварства XIX века.

## Возвращение русских
После оставления Москвы французами первым в город вступил кавалерийский авангард русской армии под командованием А. Х. Бенкендорфа (чей начальник Винцингероде к тому времени был пленён маршалом Мортье). Бенкендорф 14 (26) октября писал М. С. Воронцову:

Мы вступили в Москву вечером 11-го числа. Город был отдан на расхищение крестьянам, которых стеклось великое множество, и все пьяные; казаки и их старшины довершали разгром. Войдя в город с гусарами и лейб-казаками, я счел долгом немедленно принять на себя начальство над полицейскими частями несчастной столицы: люди убивали друг друга на улицах, поджигали дома. Наконец все утихло, и огонь потушен. Мне пришлось выдержать несколько настоящих сражений.

О том, что русская армия нашла в городе толпы крестьян, занимавшихся пьянством, грабежом и вандализмом, сообщают и другие мемуаристы. Вот, к примеру, свидетельство А. А. Шаховского:

Подмосковные крестьяне, конечно, самые досужие и сметливые, но зато самые развратные и корыстолюбивые во всей России, уверясь в выходе неприятеля из Москвы и полагаясь на суматоху нашего вступления, приехали на возах, чтобы захватить недограбленное, но гр. Бенкендорф расчел иначе и приказал взвалить на их воза тела и падаль и вывести за город, на удобные для похорон или истребления места, чем избавил Москву от заразы, жителей её от крестьянского грабежа, а крестьян от греха.

Московский обер-полицмейстер Ивашкин в донесении Ростопчину от 16 октября оценивает количество вывезенных с улиц Москвы трупов в 11 959, лошадиных — в 12 546. По возвращении в город Ростопчин распорядился не устраивать имущественного передела и оставить награбленное добро тем, в чьи руки оно попало, ограничившись компенсациями пострадавшим. Узнав об этом распоряжении, народ бросился на воскресный рынок у Сухаревой башни: «В первое же воскресенье горы награбленного имущества запрудили огромную площадь, и хлынула Москва на невиданный рынок!» (Гиляровский). В императорском манифесте от 30 августа 1814 года была объявлена амнистия за большинство преступлений, совершённых во время наполеоновского вторжения.